# Huayangosaurus taibaii
Huayangosaurus taibaii es la única especie conocida del género extinto Huayangosaurus ("reptil de Huayang") de dinosaurio tireóforo huayangosáurido, que vivió a mediados del período Jurásico, hace aproximadamente 165 millones de años, en el Bathoniense, en lo que hoy es Asia.

## Descripción
Huajangosaurus fue un representante primitivo de Stegosauria. Alcanzó entre 4 y 4,5 metros de longitud. Su masa se estima en alrededor de 300 kilogramos. Lo convirtió en uno de los representantes más pequeños de su infraorden. El ancho cráneo de Huajangosaurus se caracterizó por numerosos dientes,  incluidos los 4 premolares, pequeños, atrás, serrados, en forma de cono,  sin cíngulo, cosa que no ocurre en otros estegosaurianos, lo que se concluye del hecho de que el tipo descrito era una taxa hermana en relación con ellos. Los dientes premaxilares eran 7, y los dientes maxilares eran de 25 a 30 dientes. Los dientes de la mandíbula de los estegosaurianos vistos desde los labios se caracterizaron por una forma más o menos triangular con cingulo. Los Huajangosaurus no estaban bien emparejados entre sí, aunque en la superficie de la corona de uno de los dientes del holotipo, hubo signos de fricción con el diente contra el diente. El borde superior del hueso dental se desarrolló mucho peor que en los estegosaurianos más avanzados, con los dientes mostrando el lado excepto los últimos. De otros representantes de su infraestructura, Huajangosaurus también se distinguió por la fenestra anterorbital más pequeña. Las aberturas en la mandíbula larga y delgada con un proceso bien desarrollado en ambos casos, pero en el Huajangosaurus no alcanzaron un tamaño tan grande como, por ejemplo, en Kentrosaurus. Por otro lado, las costillas , bien visibles desde el lado de las "mejillas" en el Huajangosaurus y Regnosaurus , en el Stegosaurus o Kentrosaurus se reducen. Entre el hueso cuadrados y cuadrados cigomático no se observó un agujero, por ejemplo en Kentrosaurus. Existe una teoría según la cual los machos serían diferentes de las hembras que se parecían a  criaturas con cuernos en la cabeza.
Huajangosaurus retuvo las filas longitudinales de placas en el tronco y los tendones osificados, que en Stegosauridae desaparecieron.  Hay 9 vértebras cervicales.  Sobre sus superficies abdominales hay elevaciones. La médula espinal de la sexta vértebra cervical cae en la dirección hacia delante. El ancho de los círculos 5, 6, 8 y 9 es mayor que su longitud. En el curso de la evolución de los estegosaurianos, esta relación cambiará a favor de la longitud, y aumentará el número de vértebras cervicales. La parte distal del hueso púbico se ha expandido. El proceso transversal de las vértebras dorsales fue de 60 grados. Los procesos de las tres vértebras espinales se unieron. Un total de 25 vértebras, incluyendo 16 espinas dorsales, prevalecieron en total. En Huajangosaurus también hubo dilatación del canal espinal, destinado a albergar el "segundo cerebro". Puedes darte la opinión de que este lugar controla los movimientos de las patas traseras y la cola.  Sin embargo, se sospecha que en los estegosaurianos y saurópodos esta cavidad estaba ocupada por glucógeno, como en las aves.  Las extremidades anteriores y posteriores no difirieron mucho en longitud.
Las placas de Huajangosaurus alcanzaron un tamaño pequeño, se asemejaron a picos. Diferían entre sí. Las placas en el cuello no alcanzaron tamaños más grandes que las que crecían en la cola. En las placas que cubrían la parte posterior del animal, se encontraron cavidades que podían contener vasos sanguíneos. Tomarían parte en la termorregulación o cambiarían el color de las placas para asustar al depredador o atraer al compañero.

## Descubrimiento e investigación
Encontrado en la Formación Xiashaximiao unos 20 millones de años antes que el Stegosaurus,  Huayangosaurus compartió territorio con los saurópodos Shunosaurus, Datousaurus, Omeisaurus y Protognathosaurus, el ornitópodo Xiaosaurus y el terópodo carnívoro Gasosaurus. Los restos de doce individuos de Huayangosaurus fueron recobrados de la mina Dashanpu, cerca de Zigong, en Sichuan, y nombrados por Dong, Tang, y Zhou en 1982. La especie tipo es H. taibaii.
Huayangosaurus es uno de los más primitivos estegosaurianos conocidos, lo suficientemente diferente como para que fuera colocado en su propia familia, Huayangosauridae, separado de las formas tardías. Esqueletos montados de Huayangosaurus se encuentran en el Museo de Dinosaurios de Zigong, en Zigong, y en el Museo Municipal de Chongqing, en Sichuan, provincia de China.
En 1979 y 1980, se recuperaron restos de doce individuos de la Cantera Dashanpu cerca de Zigong en Sichuan. Fueron nombrados y descritos por Dong Zhiming, Tang Zilu y Zhou Shiwu en 1982. La especie tipo es Huayangosaurus taibaii. El nombre genérico se refiere a Huayang, un antiguo nombre para Sichuan, pero al mismo tiempo alude al Hua Yang Guo Zhi de la Dinastía Jin, el diccionario geográfico más antiguo conocido de China. El nombre específico honra al gran poeta chino Li Bai, cuyo nombre de cortesía era Taibai.
El holotipo , IVPP V6728, se recuperó de una capa de la formación Shaximiao inferior que data del batoniense al calloviense. Se compone de un esqueleto parcial. Contiene un cráneo relativamente completo, tres vértebras del cuello, tres vértebras posteriores, cuatro vértebras sacras, veinte vértebras de la cola, dos metatarsianos, tres falanges, tres placas, una espiga y otros tres osteodermos. Se remitieron varios especímenes, ZDM T7001, un esqueleto más completo que contiene un cráneo, ocho cervicales, dieciséis dorsales, cuatro sacros, treinta y cinco caudales, una faja completa del hombro, un húmero izquierdo, ambos ilia, un hueso púbico izquierdo, ambos isquios, Tres metatarsianos, tres falanges y once placas, ZDM T7002, vértebras, ZDM T7003, vértebras y pelvis, ZDM T7004, vértebras caudales, CV 720, una calavera, veintiocho vértebras y veinte placas; y CV 721, siete vértebras.
En 2006, Susannah Maidment revisó el material. En varias muestras, ZDM T7002, CV 720 y CV 721, no se pudieron establecer características distintivas compartidas con el holotipo, ella consideraba que ya no eran referibles a Huayangosaurus. Para CV 720, la razón fue que este espécimen no pudo ser localizado en la colección. Se encontró que el CV 721 era tan diferente que ella sugirió que podría ser un taxón separado. Los esqueletos montados de Huayangosaurus están en exhibición en el Museo de Dinosaurios Zigong en Zigong y en el Museo Municipal de Chongqing en la provincia de Sichuan en China.

## Clasificación
Como es el estegosaurianos más basal, se coloca dentro de su propia familia Huayangosauridae . También es morfológicamente diferente de las formas posteriores, estegosáuridos. Su cráneo era más ancho y tenía dientes premaxilares en la parte frontal de la boca. Todos los estegosaurios posteriores perdieron estos dientes.
Luego reexaminar el esqueleto de v, resultó que no tenía ciertas características que antes se consideraban sinapomorfias del grupo de Stegosauria, que mostraron ser comunes solo a la familia Stegosauridae, en la definición de la cual también se mencionó como un dinosaurio atípico de China. Se definió Stegosauridae como el clado contiene todos los taxones más estrechamente relacionados con Stegosaurus que con Huayangosaurus. Este último se coloca a menudo en una familia separada de Huayangosauridae Dong et al. 1982 , definido por Galton y Upchurch en 2004 de la misma manera, todos los estegosaurianos más estrechamente relacionado con Huayangosaurus que con Stegosaurus. Sin embargo, con un solo taxón  desde el punto de vista de cladistico es superflua. Por otro lado, otros científicos también incluyen su Chungkingosaurus. Debido a su posición, el Huayangosaurus puede ser un punto de referencia para los estegosaurianos recién descubiertos, siendo un grupo externo de Stegosauridae. Colocarlo en Huayangosauridae no le impide describirlo como un representante básico de Stegosauria.  De los otros estegosaurianos, el más primitivo es Jiangjunosaurus junggarensis descrito en 2007, aunque el cladograma realizado 5 años antes que se basa en la investigación de 277 características de Pisani, Yates, Langer y Benton colocó  a Dacentrurus como al más cercanos a Huayangosaurus.

### Filogenia
Cladograma siguiendo lo publicado por Maidment, Wei y Norman en 2006.

|  | \| \| Dacentrurus \| \| \| \| \| \| Kentrosaurus \| \| \| \| \| \| Stegosaurus \| \| \| \| \| \| Hesperosaurus \| \| \| \| |
|  | |
|  | Tuojiangosaurus |
|  | |
|  | Dacentrurus |
|  | |
|  | Kentrosaurus |
|  | |
|  | Stegosaurus |
|  | |
|  | Hesperosaurus |
|  | |

|  | Dacentrurus   |
|  |               |
|  | Kentrosaurus  |
|  |               |
|  | Stegosaurus   |
|  |               |
|  | Hesperosaurus |
|  |               |

|  | \| \| Dacentrurus \| \| \| \| \| \| Kentrosaurus \| \| \| \| \| \| Stegosaurus \| \| \| \| \| \| Hesperosaurus \| \| \| \| |
|  | |
|  | Tuojiangosaurus |
|  | |
|  | Dacentrurus |
|  | |
|  | Kentrosaurus |
|  | |
|  | Stegosaurus |
|  | |
|  | Hesperosaurus |
|  | |

|  | Dacentrurus   |
|  |               |
|  | Kentrosaurus  |
|  |               |
|  | Stegosaurus   |
|  |               |
|  | Hesperosaurus |
|  |               |

|  | Euoplocephalus |
|  |                |
|  | Sauropelta     |
|  |                |

|  | \| \| Dacentrurus \| \| \| \| \| \| Kentrosaurus \| \| \| \| \| \| Stegosaurus \| \| \| \| \| \| Hesperosaurus \| \| \| \| |
|  | |
|  | Tuojiangosaurus |
|  | |
|  | Dacentrurus |
|  | |
|  | Kentrosaurus |
|  | |
|  | Stegosaurus |
|  | |
|  | Hesperosaurus |
|  | |

|  | Dacentrurus   |
|  |               |
|  | Kentrosaurus  |
|  |               |
|  | Stegosaurus   |
|  |               |
|  | Hesperosaurus |
|  |               |

|  | \| \| Dacentrurus \| \| \| \| \| \| Kentrosaurus \| \| \| \| \| \| Stegosaurus \| \| \| \| \| \| Hesperosaurus \| \| \| \| |
|  | |
|  | Tuojiangosaurus |
|  | |
|  | Dacentrurus |
|  | |
|  | Kentrosaurus |
|  | |
|  | Stegosaurus |
|  | |
|  | Hesperosaurus |
|  | |

|  | Dacentrurus   |
|  |               |
|  | Kentrosaurus  |
|  |               |
|  | Stegosaurus   |
|  |               |
|  | Hesperosaurus |
|  |               |

|  | Euoplocephalus |
|  |                |
|  | Sauropelta     |
|  |                |

|  | \| \| Dacentrurus \| \| \| \| \| \| Kentrosaurus \| \| \| \| \| \| Stegosaurus \| \| \| \| \| \| Hesperosaurus \| \| \| \| |
|  | |
|  | Tuojiangosaurus |
|  | |
|  | Dacentrurus |
|  | |
|  | Kentrosaurus |
|  | |
|  | Stegosaurus |
|  | |
|  | Hesperosaurus |
|  | |

|  | Dacentrurus   |
|  |               |
|  | Kentrosaurus  |
|  |               |
|  | Stegosaurus   |
|  |               |
|  | Hesperosaurus |
|  |               |

|  | \| \| Dacentrurus \| \| \| \| \| \| Kentrosaurus \| \| \| \| \| \| Stegosaurus \| \| \| \| \| \| Hesperosaurus \| \| \| \| |
|  | |
|  | Tuojiangosaurus |
|  | |
|  | Dacentrurus |
|  | |
|  | Kentrosaurus |
|  | |
|  | Stegosaurus |
|  | |
|  | Hesperosaurus |
|  | |

|  | Dacentrurus   |
|  |               |
|  | Kentrosaurus  |
|  |               |
|  | Stegosaurus   |
|  |               |
|  | Hesperosaurus |
|  |               |

|  | Euoplocephalus |
|  |                |
|  | Sauropelta     |
|  |                |

|  | \| \| Dacentrurus \| \| \| \| \| \| Kentrosaurus \| \| \| \| \| \| Stegosaurus \| \| \| \| \| \| Hesperosaurus \| \| \| \| |
|  | |
|  | Tuojiangosaurus |
|  | |
|  | Dacentrurus |
|  | |
|  | Kentrosaurus |
|  | |
|  | Stegosaurus |
|  | |
|  | Hesperosaurus |
|  | |

|  | Dacentrurus   |
|  |               |
|  | Kentrosaurus  |
|  |               |
|  | Stegosaurus   |
|  |               |
|  | Hesperosaurus |
|  |               |

|  | \| \| Dacentrurus \| \| \| \| \| \| Kentrosaurus \| \| \| \| \| \| Stegosaurus \| \| \| \| \| \| Hesperosaurus \| \| \| \| |
|  | |
|  | Tuojiangosaurus |
|  | |
|  | Dacentrurus |
|  | |
|  | Kentrosaurus |
|  | |
|  | Stegosaurus |
|  | |
|  | Hesperosaurus |
|  | |

|  | Dacentrurus   |
|  |               |
|  | Kentrosaurus  |
|  |               |
|  | Stegosaurus   |
|  |               |
|  | Hesperosaurus |
|  |               |

|  | Euoplocephalus |
|  |                |
|  | Sauropelta     |
|  |                |

Cladograma creado por Mateus, Maidment y Christiansen en 2008 que sitúa un Chungkingosaurus más cerca de un Huayangosaurus que de Stegosaurus.

|  | Huayangosaurus     |
|  |                    |
|  | Chungkingosaurus ? |
|  |                    |

|  | Kentrosaurus |
|  | |
|  | \| \| Loricatosaurus \| \| \| \| \| \| Stegosaurus, \| \| \| \| \| \| Dacentrurus, \| \| \| \| \| \| Miragaia \| \| \| \| |
|  | |
|  | Loricatosaurus |
|  | |
|  | Stegosaurus, |
|  | |
|  | Dacentrurus, |
|  | |
|  | Miragaia |
|  | |

|  | Loricatosaurus |
|  |                |
|  | Stegosaurus,   |
|  |                |
|  | Dacentrurus,   |
|  |                |
|  | Miragaia       |
|  |                |

|  | Huayangosaurus     |
|  |                    |
|  | Chungkingosaurus ? |
|  |                    |

|  | Kentrosaurus |
|  | |
|  | \| \| Loricatosaurus \| \| \| \| \| \| Stegosaurus, \| \| \| \| \| \| Dacentrurus, \| \| \| \| \| \| Miragaia \| \| \| \| |
|  | |
|  | Loricatosaurus |
|  | |
|  | Stegosaurus, |
|  | |
|  | Dacentrurus, |
|  | |
|  | Miragaia |
|  | |

|  | Loricatosaurus |
|  |                |
|  | Stegosaurus,   |
|  |                |
|  | Dacentrurus,   |
|  |                |
|  | Miragaia       |
|  |                |

|  | Euoplocephalus |
|  |                |
|  | Sauropelta     |
|  |                |

|  | Huayangosaurus     |
|  |                    |
|  | Chungkingosaurus ? |
|  |                    |

|  | Kentrosaurus |
|  | |
|  | \| \| Loricatosaurus \| \| \| \| \| \| Stegosaurus, \| \| \| \| \| \| Dacentrurus, \| \| \| \| \| \| Miragaia \| \| \| \| |
|  | |
|  | Loricatosaurus |
|  | |
|  | Stegosaurus, |
|  | |
|  | Dacentrurus, |
|  | |
|  | Miragaia |
|  | |

|  | Loricatosaurus |
|  |                |
|  | Stegosaurus,   |
|  |                |
|  | Dacentrurus,   |
|  |                |
|  | Miragaia       |
|  |                |

|  | Huayangosaurus     |
|  |                    |
|  | Chungkingosaurus ? |
|  |                    |

|  | Kentrosaurus |
|  | |
|  | \| \| Loricatosaurus \| \| \| \| \| \| Stegosaurus, \| \| \| \| \| \| Dacentrurus, \| \| \| \| \| \| Miragaia \| \| \| \| |
|  | |
|  | Loricatosaurus |
|  | |
|  | Stegosaurus, |
|  | |
|  | Dacentrurus, |
|  | |
|  | Miragaia |
|  | |

|  | Loricatosaurus |
|  |                |
|  | Stegosaurus,   |
|  |                |
|  | Dacentrurus,   |
|  |                |
|  | Miragaia       |
|  |                |

|  | Euoplocephalus |
|  |                |
|  | Sauropelta     |
|  |                |

|  | Huayangosaurus     |
|  |                    |
|  | Chungkingosaurus ? |
|  |                    |

|  | Kentrosaurus |
|  | |
|  | \| \| Loricatosaurus \| \| \| \| \| \| Stegosaurus, \| \| \| \| \| \| Dacentrurus, \| \| \| \| \| \| Miragaia \| \| \| \| |
|  | |
|  | Loricatosaurus |
|  | |
|  | Stegosaurus, |
|  | |
|  | Dacentrurus, |
|  | |
|  | Miragaia |
|  | |

|  | Loricatosaurus |
|  |                |
|  | Stegosaurus,   |
|  |                |
|  | Dacentrurus,   |
|  |                |
|  | Miragaia       |
|  |                |

|  | Huayangosaurus     |
|  |                    |
|  | Chungkingosaurus ? |
|  |                    |

|  | Kentrosaurus |
|  | |
|  | \| \| Loricatosaurus \| \| \| \| \| \| Stegosaurus, \| \| \| \| \| \| Dacentrurus, \| \| \| \| \| \| Miragaia \| \| \| \| |
|  | |
|  | Loricatosaurus |
|  | |
|  | Stegosaurus, |
|  | |
|  | Dacentrurus, |
|  | |
|  | Miragaia |
|  | |

|  | Loricatosaurus |
|  |                |
|  | Stegosaurus,   |
|  |                |
|  | Dacentrurus,   |
|  |                |
|  | Miragaia       |
|  |                |

|  | Euoplocephalus |
|  |                |
|  | Sauropelta     |
|  |                |

|  | Huayangosaurus     |
|  |                    |
|  | Chungkingosaurus ? |
|  |                    |

|  | Kentrosaurus |
|  | |
|  | \| \| Loricatosaurus \| \| \| \| \| \| Stegosaurus, \| \| \| \| \| \| Dacentrurus, \| \| \| \| \| \| Miragaia \| \| \| \| |
|  | |
|  | Loricatosaurus |
|  | |
|  | Stegosaurus, |
|  | |
|  | Dacentrurus, |
|  | |
|  | Miragaia |
|  | |

|  | Loricatosaurus |
|  |                |
|  | Stegosaurus,   |
|  |                |
|  | Dacentrurus,   |
|  |                |
|  | Miragaia       |
|  |                |

|  | Huayangosaurus     |
|  |                    |
|  | Chungkingosaurus ? |
|  |                    |

|  | Kentrosaurus |
|  | |
|  | \| \| Loricatosaurus \| \| \| \| \| \| Stegosaurus, \| \| \| \| \| \| Dacentrurus, \| \| \| \| \| \| Miragaia \| \| \| \| |
|  | |
|  | Loricatosaurus |
|  | |
|  | Stegosaurus, |
|  | |
|  | Dacentrurus, |
|  | |
|  | Miragaia |
|  | |

|  | Loricatosaurus |
|  |                |
|  | Stegosaurus,   |
|  |                |
|  | Dacentrurus,   |
|  |                |
|  | Miragaia       |
|  |                |

|  | Euoplocephalus |
|  |                |
|  | Sauropelta     |
|  |                |

|  | Huayangosaurus     |
|  |                    |
|  | Chungkingosaurus ? |
|  |                    |

|  | Kentrosaurus |
|  | |
|  | \| \| Loricatosaurus \| \| \| \| \| \| Stegosaurus, \| \| \| \| \| \| Dacentrurus, \| \| \| \| \| \| Miragaia \| \| \| \| |
|  | |
|  | Loricatosaurus |
|  | |
|  | Stegosaurus, |
|  | |
|  | Dacentrurus, |
|  | |
|  | Miragaia |
|  | |

|  | Loricatosaurus |
|  |                |
|  | Stegosaurus,   |
|  |                |
|  | Dacentrurus,   |
|  |                |
|  | Miragaia       |
|  |                |

|  | Huayangosaurus     |
|  |                    |
|  | Chungkingosaurus ? |
|  |                    |

|  | Kentrosaurus |
|  | |
|  | \| \| Loricatosaurus \| \| \| \| \| \| Stegosaurus, \| \| \| \| \| \| Dacentrurus, \| \| \| \| \| \| Miragaia \| \| \| \| |
|  | |
|  | Loricatosaurus |
|  | |
|  | Stegosaurus, |
|  | |
|  | Dacentrurus, |
|  | |
|  | Miragaia |
|  | |

|  | Loricatosaurus |
|  |                |
|  | Stegosaurus,   |
|  |                |
|  | Dacentrurus,   |
|  |                |
|  | Miragaia       |
|  |                |

|  | Euoplocephalus |
|  |                |
|  | Sauropelta     |
|  |                |

|  | Huayangosaurus     |
|  |                    |
|  | Chungkingosaurus ? |
|  |                    |

|  | Kentrosaurus |
|  | |
|  | \| \| Loricatosaurus \| \| \| \| \| \| Stegosaurus, \| \| \| \| \| \| Dacentrurus, \| \| \| \| \| \| Miragaia \| \| \| \| |
|  | |
|  | Loricatosaurus |
|  | |
|  | Stegosaurus, |
|  | |
|  | Dacentrurus, |
|  | |
|  | Miragaia |
|  | |

|  | Loricatosaurus |
|  |                |
|  | Stegosaurus,   |
|  |                |
|  | Dacentrurus,   |
|  |                |
|  | Miragaia       |
|  |                |

|  | Huayangosaurus     |
|  |                    |
|  | Chungkingosaurus ? |
|  |                    |

|  | Kentrosaurus |
|  | |
|  | \| \| Loricatosaurus \| \| \| \| \| \| Stegosaurus, \| \| \| \| \| \| Dacentrurus, \| \| \| \| \| \| Miragaia \| \| \| \| |
|  | |
|  | Loricatosaurus |
|  | |
|  | Stegosaurus, |
|  | |
|  | Dacentrurus, |
|  | |
|  | Miragaia |
|  | |

|  | Loricatosaurus |
|  |                |
|  | Stegosaurus,   |
|  |                |
|  | Dacentrurus,   |
|  |                |
|  | Miragaia       |
|  |                |

|  | Euoplocephalus |
|  |                |
|  | Sauropelta     |
|  |                |

|  | Huayangosaurus     |
|  |                    |
|  | Chungkingosaurus ? |
|  |                    |

|  | Kentrosaurus |
|  | |
|  | \| \| Loricatosaurus \| \| \| \| \| \| Stegosaurus, \| \| \| \| \| \| Dacentrurus, \| \| \| \| \| \| Miragaia \| \| \| \| |
|  | |
|  | Loricatosaurus |
|  | |
|  | Stegosaurus, |
|  | |
|  | Dacentrurus, |
|  | |
|  | Miragaia |
|  | |

|  | Loricatosaurus |
|  |                |
|  | Stegosaurus,   |
|  |                |
|  | Dacentrurus,   |
|  |                |
|  | Miragaia       |
|  |                |

|  | Huayangosaurus     |
|  |                    |
|  | Chungkingosaurus ? |
|  |                    |

|  | Kentrosaurus |
|  | |
|  | \| \| Loricatosaurus \| \| \| \| \| \| Stegosaurus, \| \| \| \| \| \| Dacentrurus, \| \| \| \| \| \| Miragaia \| \| \| \| |
|  | |
|  | Loricatosaurus |
|  | |
|  | Stegosaurus, |
|  | |
|  | Dacentrurus, |
|  | |
|  | Miragaia |
|  | |

|  | Loricatosaurus |
|  |                |
|  | Stegosaurus,   |
|  |                |
|  | Dacentrurus,   |
|  |                |
|  | Miragaia       |
|  |                |

|  | Euoplocephalus |
|  |                |
|  | Sauropelta     |
|  |                |

|  | Huayangosaurus     |
|  |                    |
|  | Chungkingosaurus ? |
|  |                    |

|  | Kentrosaurus |
|  | |
|  | \| \| Loricatosaurus \| \| \| \| \| \| Stegosaurus, \| \| \| \| \| \| Dacentrurus, \| \| \| \| \| \| Miragaia \| \| \| \| |
|  | |
|  | Loricatosaurus |
|  | |
|  | Stegosaurus, |
|  | |
|  | Dacentrurus, |
|  | |
|  | Miragaia |
|  | |

|  | Loricatosaurus |
|  |                |
|  | Stegosaurus,   |
|  |                |
|  | Dacentrurus,   |
|  |                |
|  | Miragaia       |
|  |                |

|  | Huayangosaurus     |
|  |                    |
|  | Chungkingosaurus ? |
|  |                    |

|  | Kentrosaurus |
|  | |
|  | \| \| Loricatosaurus \| \| \| \| \| \| Stegosaurus, \| \| \| \| \| \| Dacentrurus, \| \| \| \| \| \| Miragaia \| \| \| \| |
|  | |
|  | Loricatosaurus |
|  | |
|  | Stegosaurus, |
|  | |
|  | Dacentrurus, |
|  | |
|  | Miragaia |
|  | |

|  | Loricatosaurus |
|  |                |
|  | Stegosaurus,   |
|  |                |
|  | Dacentrurus,   |
|  |                |
|  | Miragaia       |
|  |                |

|  | Euoplocephalus |
|  |                |
|  | Sauropelta     |
|  |                |

## Paleobiología
Como muchos otros estegosáuridos, tenía placas en la espalda y picos en la cola. Dos picos grandes estaban por encima de sus caderas y pueden haber sido utilizados para disuadir un ataque desde arriba, considerando que era bastante corto en altura en comparación con los estegosáuridos posteriores. Sus placas eran más pequeñas que las de Stegosaurus , con una superficie mucho menor. Por lo tanto, habrían sido reguladores de calor mucho menos efectivos, una de las funciones postuladas de las placas.

## Galería

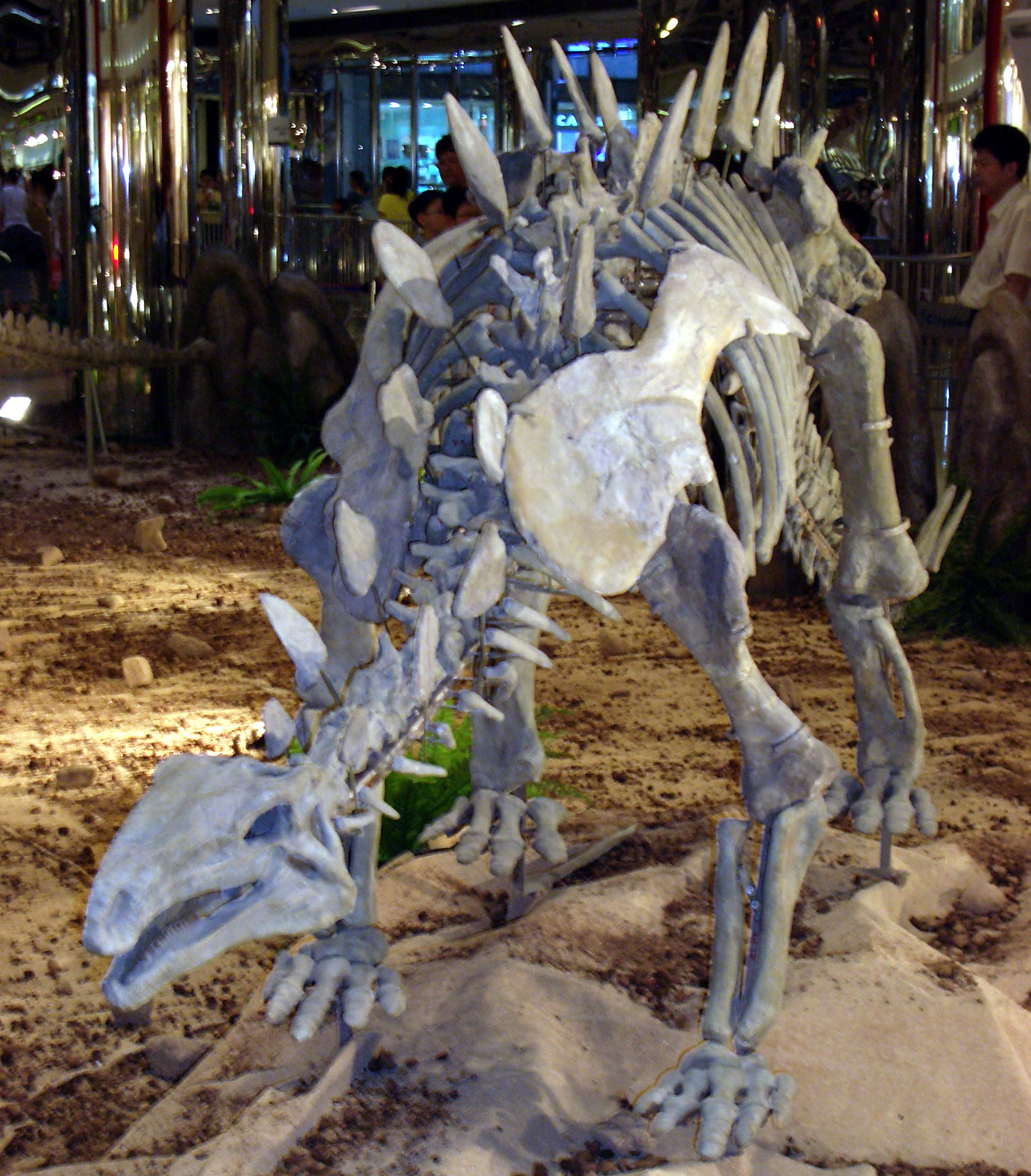
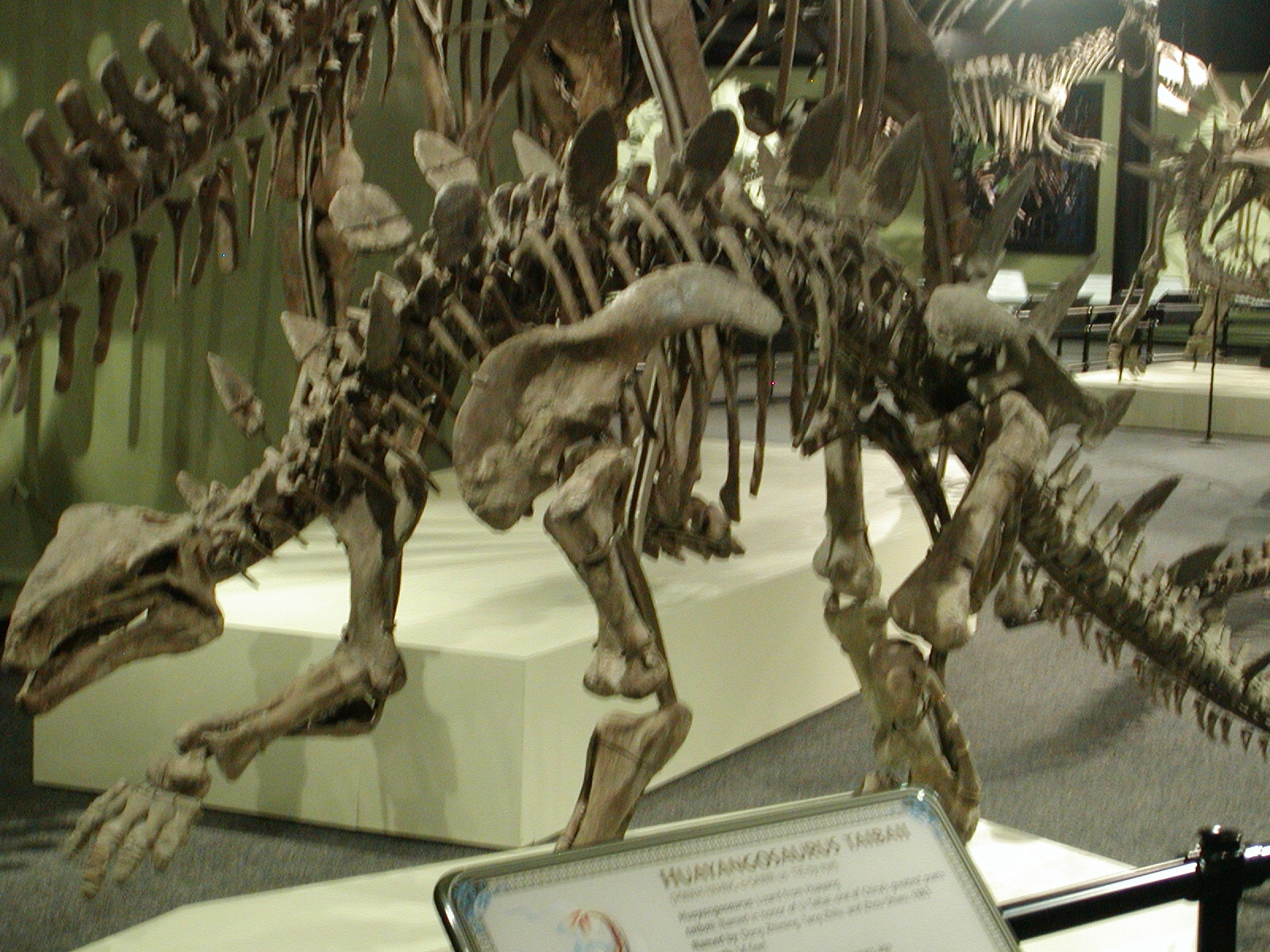
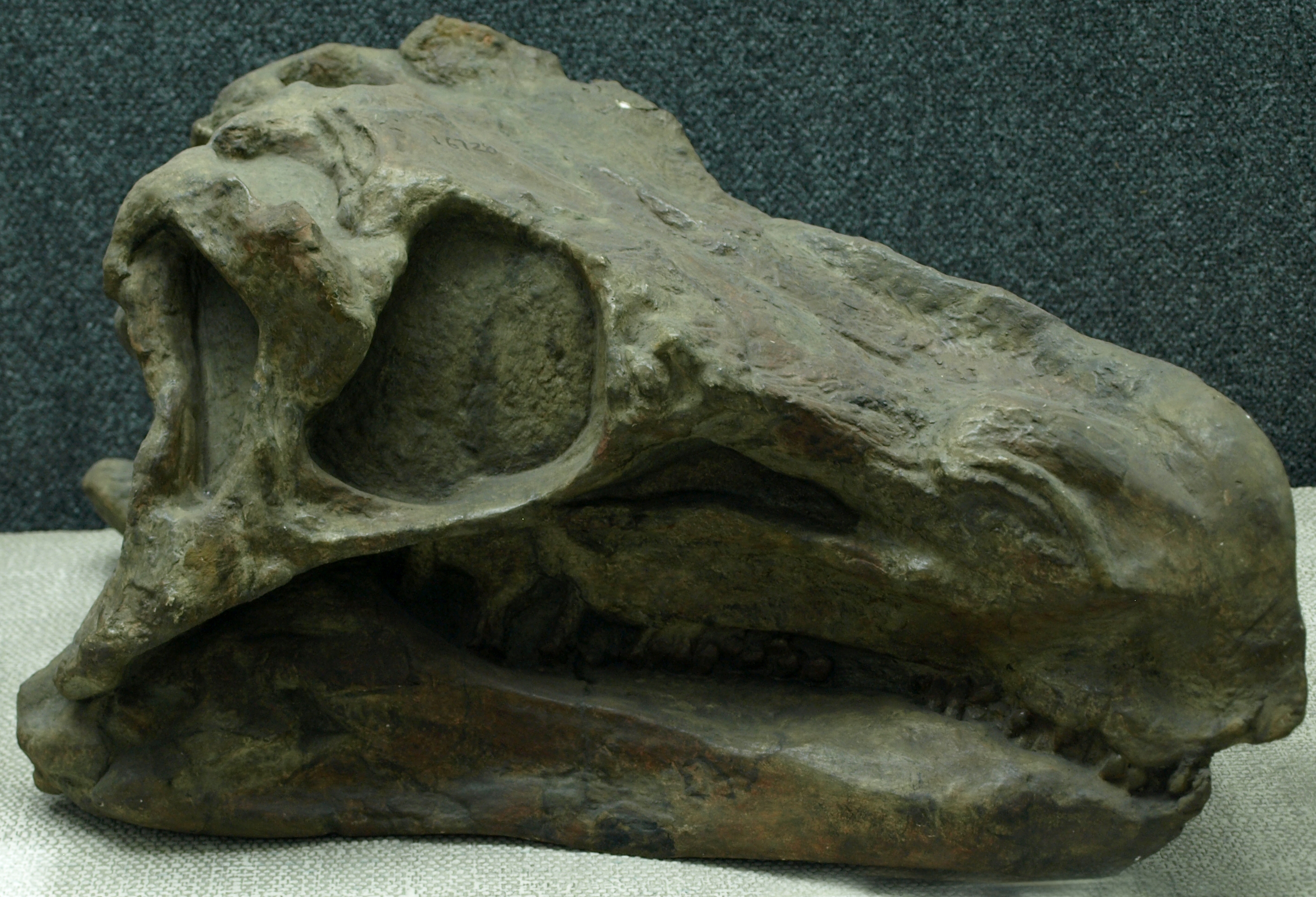
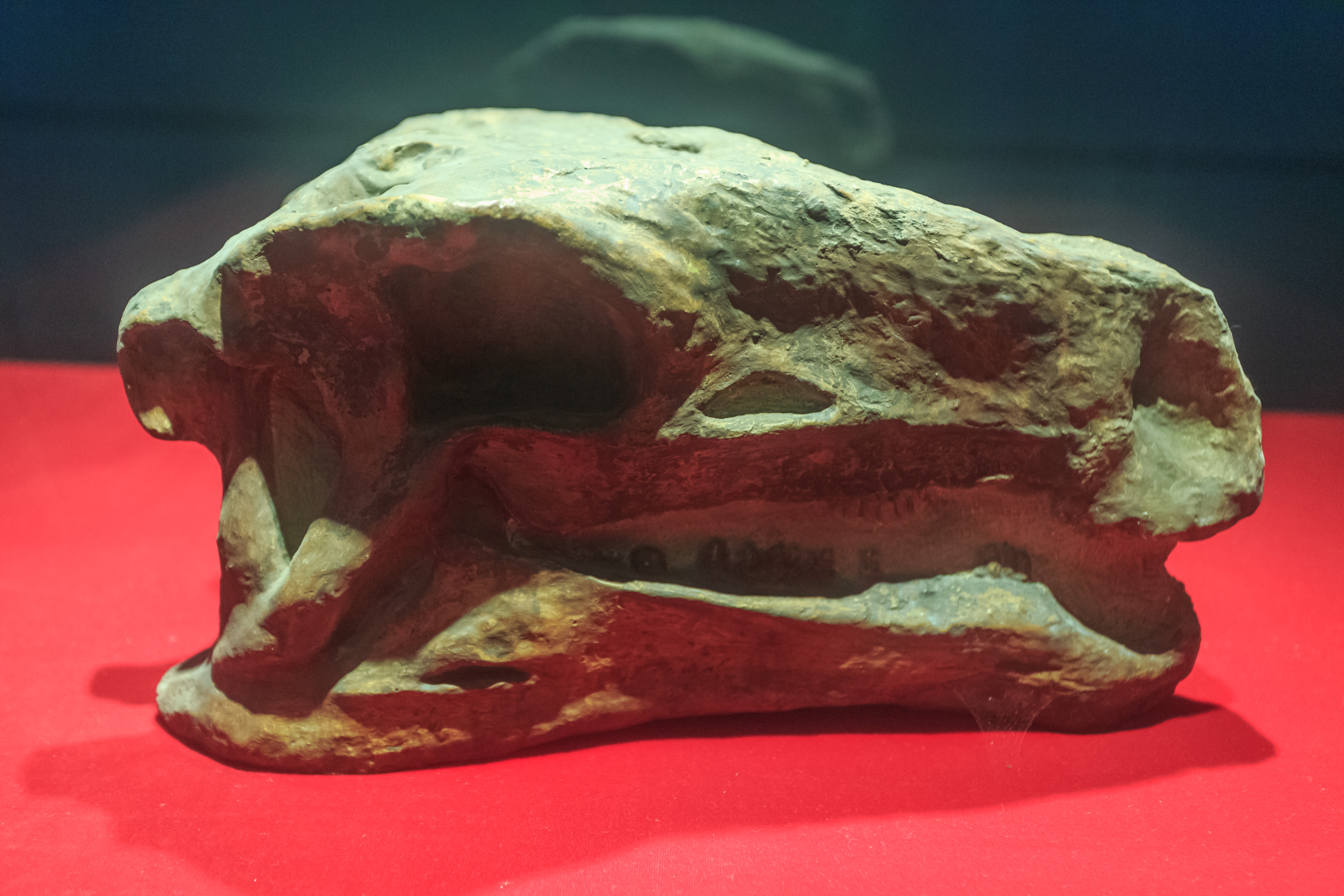
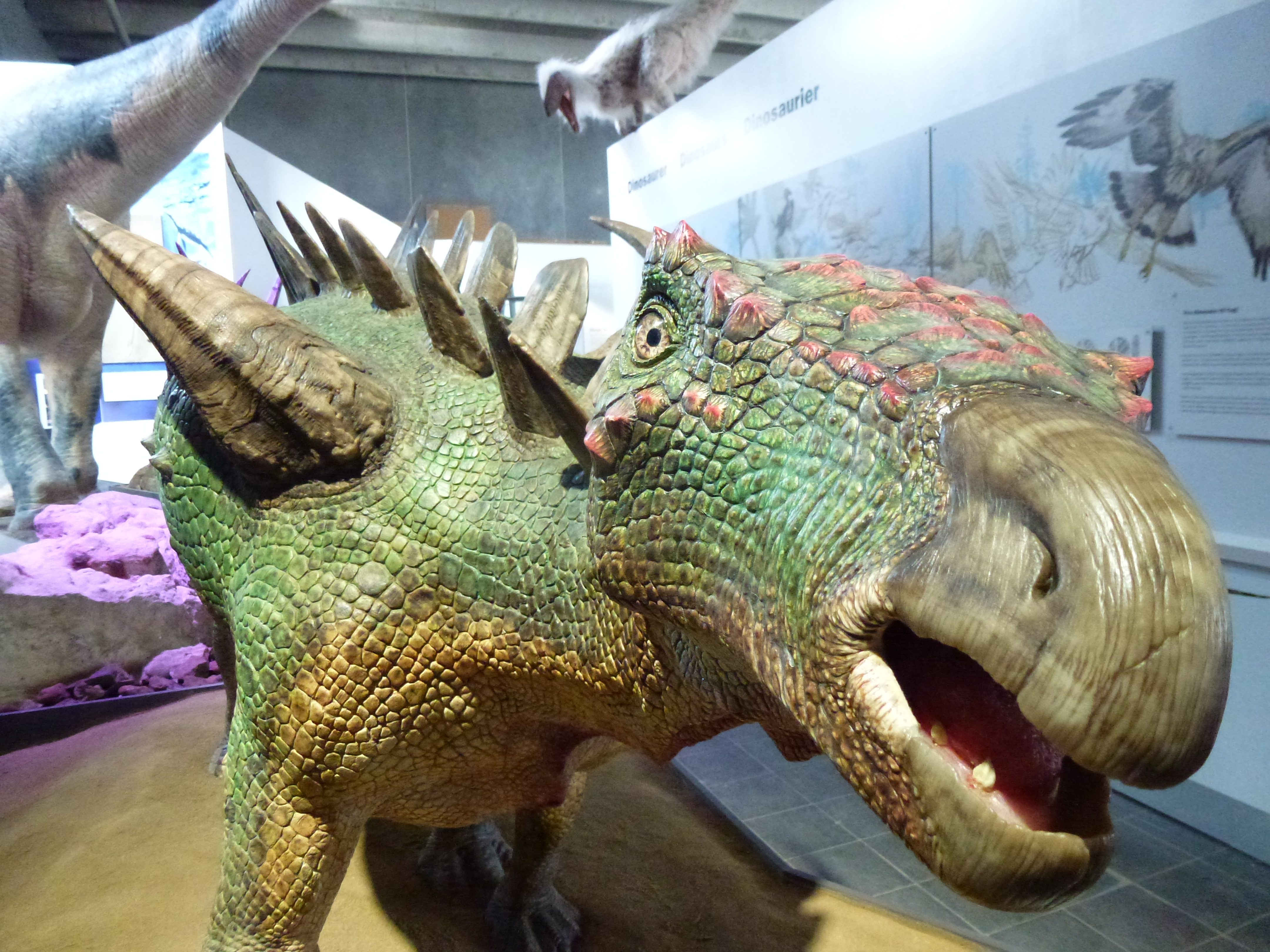